# Тетрахлоропалладат(II) калия

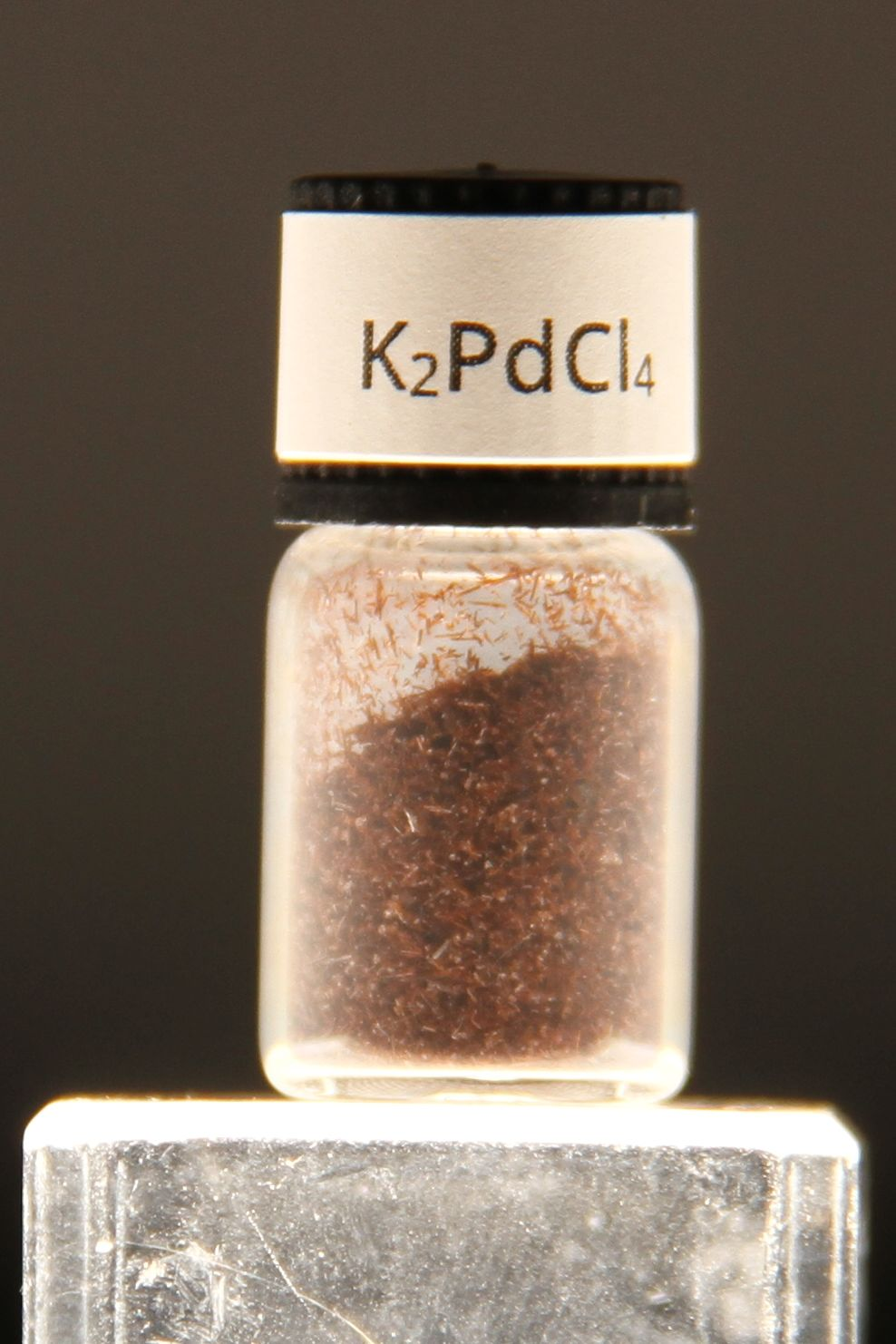
Тетрахлоропалладат(II) калия

Тетрахлоропалладат(II) калия — неорганическое соединение, комплексное соединение металла палладия с формулой K2[PdCl4], красно-коричневые кристаллы, плохо растворимые в воде.

## Получение
- Пропускание хлора через суспензию палладиевой черни в концентрированном растворе хлорида калия:

{\displaystyle {\mathsf {Pd+Cl_{2}+2KCl\ {\xrightarrow {80^{o}C}}\ K_{2}[PdCl_{4}]}}}
- Реакция между концентрированными растворами хлорида палладия(II) и хлорида калия:

{\displaystyle {\mathsf {PdCl_{2}+2KCl\ {\xrightarrow {}}\ K_{2}[PdCl_{4}]\downarrow }}}
- Разложение гексахлоропалладата(IV) калия:

{\displaystyle {\mathsf {K_{2}[PdCl_{6}]\ {\xrightarrow {380^{o}C}}\ K_{2}[PdCl_{4}]+Cl_{2}}}}

## Физические свойства
Тетрахлоропалладат(II) калия образует красно-коричневые кристаллы тетрагональной сингонии, пространственная группа P 4/mmm, параметры ячейки a = 0,704 нм, c = 0,410 нм, Z = 1.
Плохо растворяется в воде, р ПР = 4,80. Кристаллогидратов не образует.

## Химические свойства
- Реагирует с горячей водой:

{\displaystyle {\mathsf {K_{2}[PdCl_{4}]+2H_{2}O\ {\xrightarrow {100^{o}C}}\ Pd(OH)_{2}\downarrow +2KCl+2HCl\uparrow }}}
- Реагирует с «царской водкой»:

{\displaystyle {\mathsf {3K_{2}[PdCl_{4}]+6HCl+2HNO_{3}\ {\xrightarrow {}}\ 3K_{2}[PdCl_{6}]\downarrow +2NO\uparrow +4H_{2}O}}}
- Реагирует с разбавленными щелочами:

{\displaystyle {\mathsf {K_{2}[PdCl_{4}]+2KOH\ {\xrightarrow {}}\ PdO\downarrow +4KCl+H_{2}O}}}
- Реагирует с хлором при пропускании его через суспензию в растворе хлорида калия:

{\displaystyle {\mathsf {K_{2}[PdCl_{4}]+Cl_{2}\ {\xrightarrow {}}\ K_{2}[PdCl_{6}]\downarrow }}}
- Проявляет окислительные свойства:

{\displaystyle {\mathsf {K_{2}[PdCl_{4}]+HCOOK\ {\xrightarrow {100^{o}C}}\ Pd\downarrow +3KCl+CO_{2}\uparrow +HCl}}}
- С разбавленным раствором аммиака образует тетрахлоропалладат(II) тетрамминпалладия(II)[1]:

{\displaystyle {\mathsf {2K_{2}[PdCl_{4}]+4NH_{3}*H_{2}O\ \xrightarrow {} \ [Pd(NH_{3})_{4}][PdCl_{4}]\downarrow +4KCl+4H_{2}O}}}